# Burg Püttlingen
Die Burg Püttlingen, ist eine abgegangene Wasserburg und der Rest eines Gefängnisturms (Hexenturm) im heutigen Stadtpark von Püttlingen im Regionalverband Saarbrücken im Saarland. Der Hexenturm als letztes sichtbares Relikt der Burganlage wird im allgemeinen Sprachgebrauch gelegentlich fälschlicherweise mit der Burg gleichgesetzt.

## Geschichte
Die Wasserburg wurde 1341 bis 1354 (jeweils urkundlich erwähnt) unter Johann von Forbach erbaut und nach ihrer Fertigstellung dem Trierer Kurfürsten und Erzbischof Balduin von Luxemburg bei dessen Streitigkeiten mit Jakob von Montclair zur Verfügung gestellt.
Im 14. Jahrhundert war die Herrschaft Püttlingen mit der Burg im Besitz der Herren von Kriechingen und wurde 1635 im Zuge des Dreißigjährigen Krieges von schwedisch-französischen Truppen zerstört. Die Reste der Burg dienten als Steinbruch zum Wiederaufbau des durch Brand zerstörten Ortes.
Frankreich trat nach der Annexion Lothringens 1766 die Lehnshoheit über Kriechingen und Püttlingen an Nassau-Saarbrücken ab, während die von Rollingen, als einem lothringischen Erblehen, bei Frankreich blieb.

## Beschreibung
Die etwa 20 mal 20 Meter große quadratische Burganlage bestand aus einer Haupt- und einer Vorburg. Der noch erhaltene „Hexenturm“ ist nach Ausgrabungen der zum Teil überbauten Burgfundamente im Jahre 2002 nicht der ehemalige Südturm, sondern wurde (spätestens) im 16. Jahrhundert als Gefängnisturm errichtet. Historisch belegt ist, dass hier im ausgehenden 16. Jahrhundert 14 Frauen vom Püttlinger Amtmann Thomas Königsdorfer gefangen gehalten, der Hexerei angeklagt und auf dem Scheiterhaufen hingerichtet wurden.
An der Stelle, unterhalb derer bei den Ausgrabungen 2002 die Grundmauern der Hauptburg aus dem 14. Jh. gefunden wurden, markiert heute ein Platz und eine Hinweistafel die Lage der Burg.